# 507
L'any 507 fou un any comú començat en dilluns.

## Esdeveniments
- Batalla de Vouillé, Regne de Tolosa: Alaric II és vençut i mort per Clodoveu I, rei dels francs. Aleshores els visigots d'Aquitània es refugiaren a Hispània i només conservaren la Gàl·lia Narbonesa al vessant nord-est dels Pirineus (anomenada Septimània); d'altra banda Gesaleic, fill d'Alaric, és escollit rei i fuig a Barcelona, demanant ajuda a Teodoric, rei dels ostrogots. Barcelona esdevé la capital del regne visigòtic.
- L'emperador Anastasius Ier completa la fortalesa estratègica de Dara (nord de Mesopotàmia). Alça les muralles de la ciutat a 30 peus (10 m) sense tindre en compte les protestes perses. Alarmat per les depredacions dels eslaus i dels búlgars a Tràcia, construeix la muralla anastasiana des del mar Negre fins a Propontis, a través de l'estreta península a prop de Constantinoble (l'actual Turquia).[1]
- La ciutat de Guilin, Xina, passa a anomenar-se Guizhou.
- Keitai esdevé el 26è emperador del Japó (data aproximada).
- El primer i més menut dels dos Budes de Bamyan s'erigeix al centre de l'Afganistan.[2]

## Necrològiques
- Batalla de Vouillé, Regne de Tolosa: Alaric II, rei dels visigots de Tolosa, fill d'Euric.